# Momir Korunović
Momir Korunović (en serbe cyrillique : Момир Коруновић ; né le 1er janvier 1883 à Glogovac et mort le 17 avril 1969 à Belgrade) était un architecte serbe. Il est un des fondateurs du style serbo-byzantin moderne, inspiré par l'école serbo-byzantine médiévale.

## Biographie
Momir Korunovic termina ses études à Belgrade en 1906 et continua d'approfondir son art à Prague, Rome et Paris, Il est entré dans l'histoire de l'architecture serbe en construisant le ministère des Postes à Belgrade en 1930 ; il fut alors acclamé par la critique pour la réalisation d'un édifice caractéristique de ce que l'on a appelé alors le « style serbe ».

## Œuvres

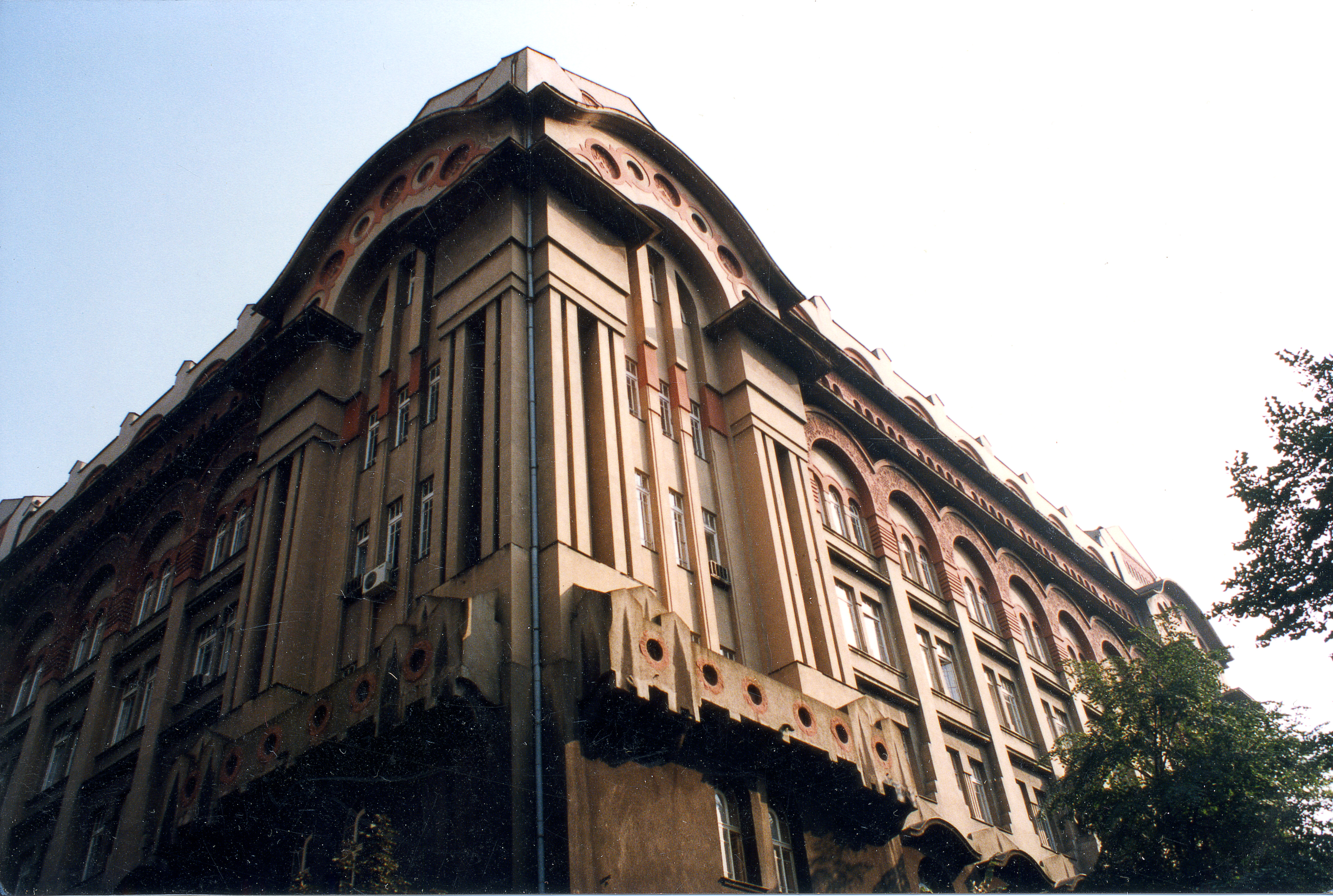
Le bâtiment du ministère des Postes à Belgrade

Parmi les réalisations de Momir Korunović, on peut citer :
- le bâtiment de l'Institut de sismologie, à Belgrade, 1908 ; il s'agit de la première réalisation de l'architecte ; l'édifice est classé[2].
- le Novi dvor, à Belgrade, 1921 ; Korunović a repris les travaux de construction commencés sur des plans originaux de Stojan Titelbah.
- le bâtiment du ministère des Postes à Belgrade (2 rue Palmotićeva et 13 rue Majke Jevrosime), 1926-1930, dans un style éclectique, mêlant notamment l'académisme et le néoromantisme ; le bâtiment est protégé par la ville de Belgrade[3] et il abrite aujourd'hui le Musée des PTT de Belgrade[4].
- l'église du Linceul de la Mère-de-Dieu (55 rue Kajmakčalanska) date de 1933 ; elle a été conçue dans un style néobyzantin avec des éléments néoromans ; le monument est classé[5].
- le sokol Matica, à Belgrade (27 rue Deligradska), 1929-1935 ; le bâtiment est classé[6].
- le bâtiment situé 1 rue Maksima Gorkog à Jagodina, 1931, classé[7].
- la maison Sokolana, à Jagodina, en 1935 ; elle abrite aujourd'hui le Musée de Jagodina.

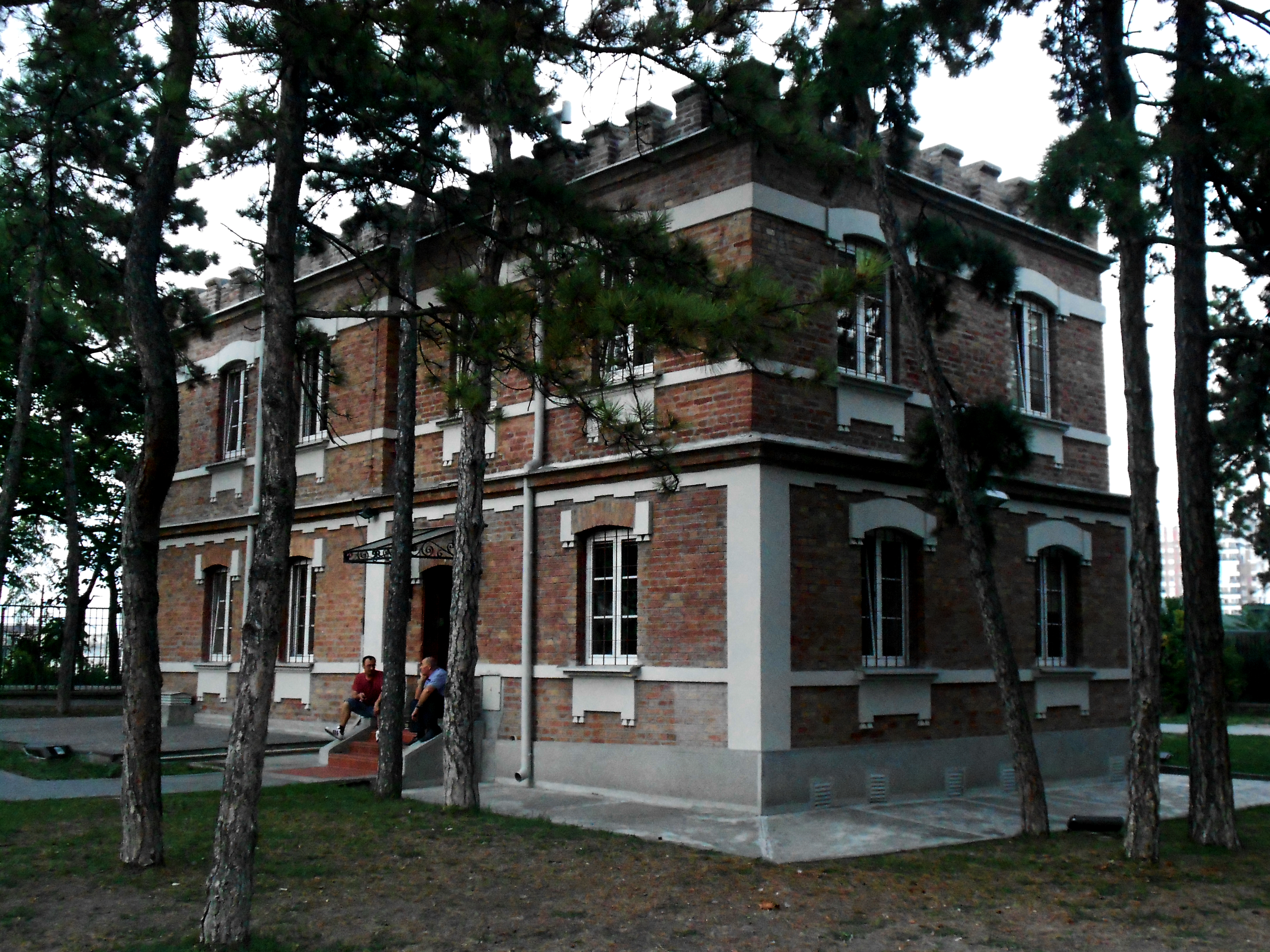
Le bâtiment de l'Institut de sismologie à Belgrade, 1908
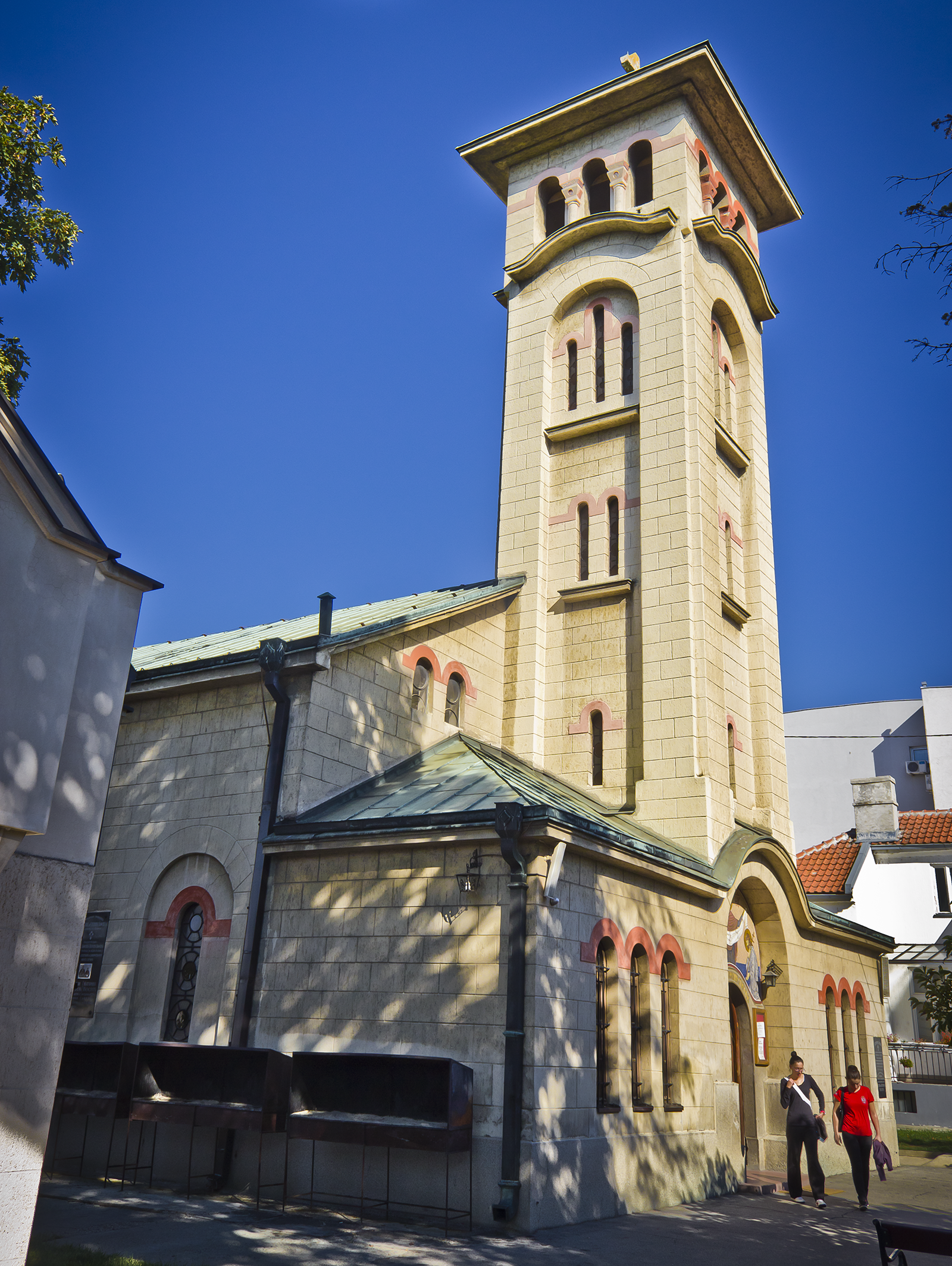
L'église du Linceul de la Mère-de-Dieu à Belgrade
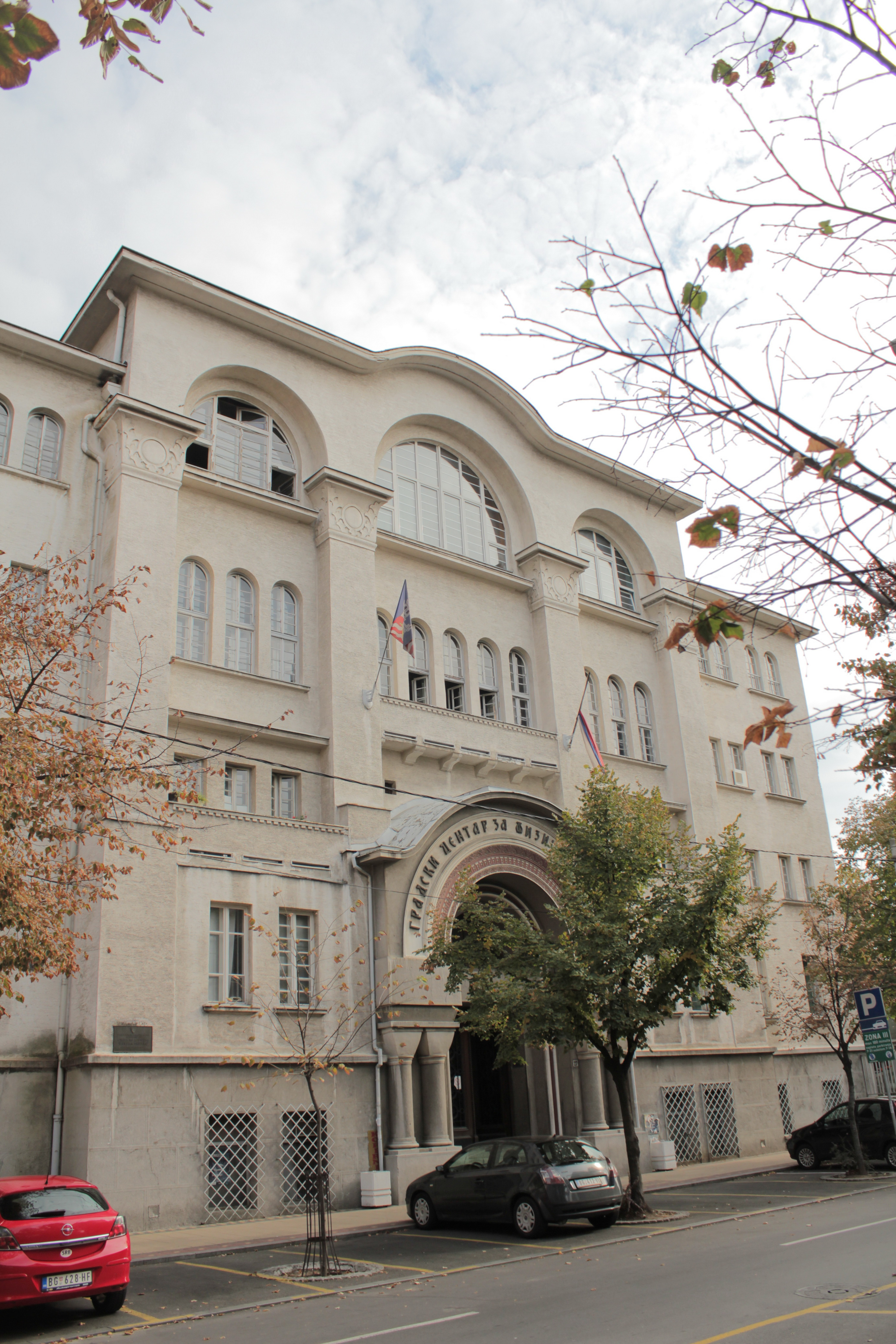
Le sokol Matica
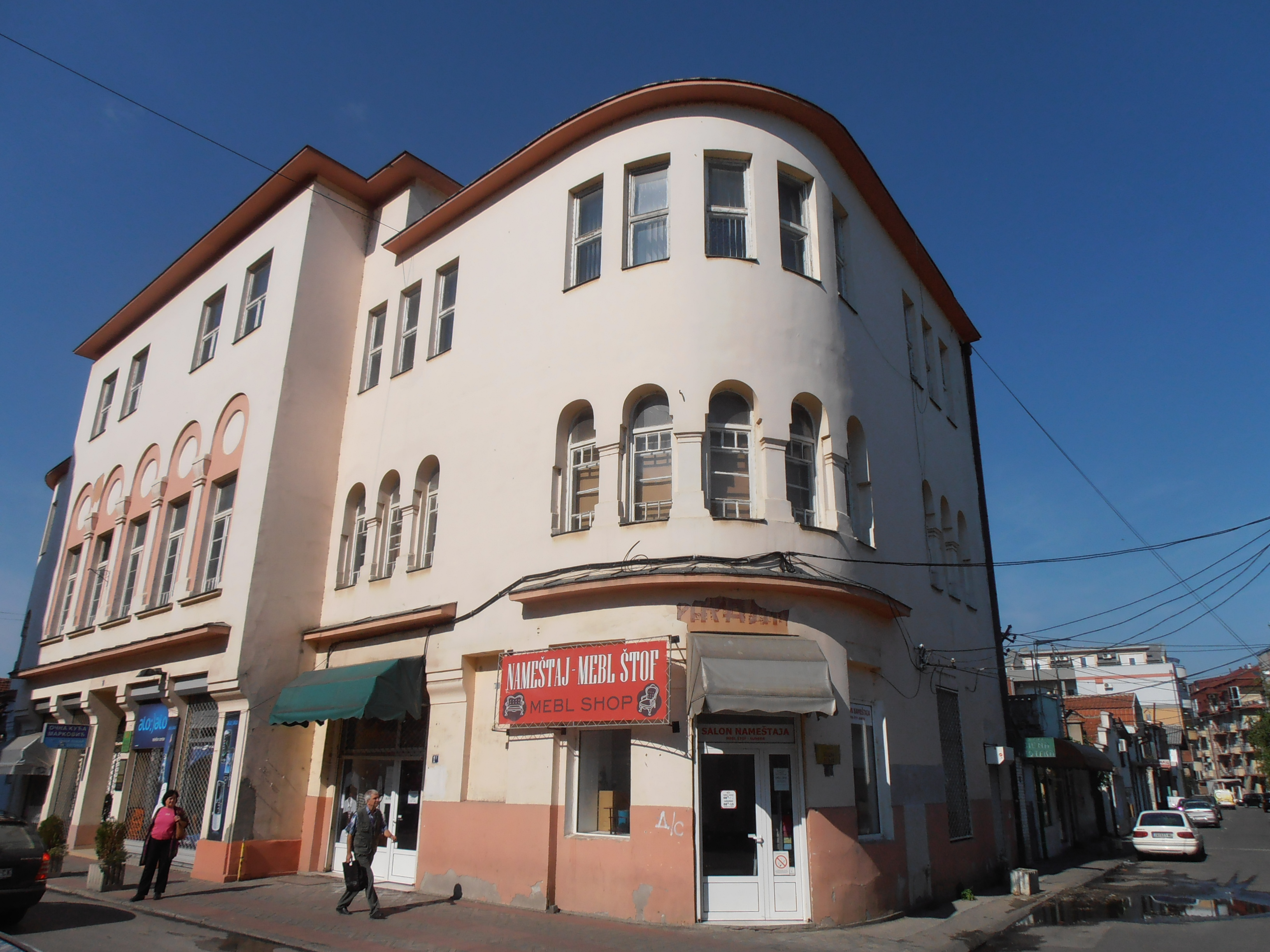
Le bâtiment situé 1 rue Maksima Gorkog à Jagodina, 1931